# Dell Magazines
A Dell Magazines é uma companhia fundada por George T. Delacorte Jr. em 1921 com uma subsidiária da Dell Publishing. 
A Dell é mais conhecida por suas revistas de quebra-cabeças, assim como revistas literárias (pulps), tais como Alfred Hitchcock's Mystery Magazine, Ellery Queen's Mystery Magazine, Asimov's Science Fiction, e Analog Science Fiction and Science Fact. 
A primeira revista de quebra-cabeças, foi a Crossword Puzzles, publicada pela Dell em 1931, e desde então tem lançado revistas do gênero com caça-palavras, palavras cruzadas, sudoku entre outros.